# گلوستر نایتجر
گلوستر نایتجر (به انگلیسی: Gloster_Nightjar) یک هواگرد ملخ‌پیشین تک‌موتوره از نوع جنگنده ساخت شرکت Gloster Aircraft Company است. هواگرد گلوستر نایتجر نخستین پروازش را در ۱۹۲۱ میلادی انجام داد. این هواگرد در سال ۱۹۲۲ میلادی رسماً معرفی گردید. در مجموع، تعداد ۲۲ فروند از این هواگرد ساخته شده است.
طراح این هواگرد، Henry Folland بود.